# Моніка Садковська
Моніка Емілія Садковська (пол. Monika Emilia Sadkowska) — польська кліматична активістка, культуролог, акторка, координаторка Секретаріату Форуму мерів за справедливий перехід, який є проєктом Всесвітнього фонду дикої природи Польщі, та співорганізаторка кліматичного табору у Сьвентно.
Моніка Садковська живе у Варшаві.

## Навчання
Навчалася у Варшавській школі економіки SGH, де здобула ступінь бакалавра за спеціальністю культурний менеджер. Також здобула освітній ступінь магістра культурології в Інституті польської культури, який входить до складу Варшавського університету.

## Активізм
Екологічний активізм Моніки Садковськи розпочався після знайомства з Всеосяжною економічною і торговельною угодою з Трансатлантичним торговельним та інвестиційним партнерством, а також під впливом книги Жана Зіглера «Геополітика голоду»
Моніка Садковська стала співорганізаторкою першого кліматичного табору в Польщі, який відбувся в липні 2018 року на території Сьвентно. До заходу приєдналися близько 400 учасників. Вона також створила кліматичний хор у 2020 році з Олександрою Грикою. Кліматичний хор організував концерт 18 вересня 2020 року.

## Кар'єра
До того, як стати активісткою, Садковська була вокалісткою Żywiołak з 2008 до 2011 року — вона замінила Ізабеллу Байру у 2008 році, коли та перебувала в декретній відпустці.
Працює у WWF Польщі як координаторка Секретаріату Форуму мерів за справедливий перехід — це форум, на якому міські голови обмінюються інформацією та досвідом про те, як їхнє місто відмовляється від вугілля як джерела енергії.